# Francesca Schinzinger
Francesca Schinzinger (* 16. Juni 1931 in Freiburg im Breisgau; † 8. November 1995 in Aalen) war eine deutsche Wirtschafts- und Sozialhistorikerin.

## Leben und Wirken
Francesca Schinzinger erhielt von 1937 bis 1940 Privatunterricht in Capri und besuchte anschließend Schulen in Capri (1940 bis 1942, Gymnasium der Canonici Regulares Lateranensis), in Karlsbad (1943 bis 1945, Städtische Oberschule für Mädchen), in Eltville am Rhein (1946 bis 1947, Städtische Mittelschule) und in Wiesbaden (1948 bis 1951, Realgymnasium für Mädchen am Schloßplatz). Dort legte sie 1951 das Abitur ab. Danach studierte sie Geschichte, Philosophie und Wirtschaftswissenschaften in Aix-en-Provence, Frankreich, Freiburg, Schweiz, und Mainz. 1955 schloss sie als Diplom-Volkswirt ab. 1960 wurde sie in Mainz mit der Arbeit Die Auswirkungen der Arbeitszeitverkürzung auf die Erwerbstätigkeit der Frau zum Dr. rer. pol. promoviert. 1968 habilitierte sie sich. 1971 bis 1979 war sie in Mainz Professorin für Wirtschaftsgeschichte.
Von 1979 bis zu ihrem Tod 1995 war sie Professorin für Wirtschafts- und Sozialgeschichte an der RWTH Aachen. In Vorbereitung der Feier zu ihrer Emeritierung zum Ende des Sommersemesters 1996 bat sie Friedrich-Wilhelm Henning im Sommer 1995, einen Festvortrag zu halten. Nach dem unerwarteten Tod von Francesca Schinzinger am 8. November 1995 wurde die Ausarbeitung unter dem Titel Controlling in History. Zum Gedächtnis für Francesca Schinzinger, zur 70 Wiederkehr ihres Geburtstages am 16. Juni 2001 in der Vierteljahrschrift für Sozial- und Wirtschaftsgeschichte veröffentlicht.
Zwischen 1981 und 1994 führte sie einen Briefwechsel mit Jürgen Kuczynski.

## Schriften
- Die Auswirkungen der Arbeitszeitverkürzung auf die Erwerbstätigkeit der Frau. Dissertation. Universität Mainz 1960.
- mit Harald Winkel: Der Volkswirt, Berufswahl und Studienbeginn. Neue Wirtschafts-Briefe, Herne 1962, DNB 367516667.
- Die Mezzogiorno-Politik. Habilitationsschrift. Universität Mainz. Duncker und Humblot, Berlin 1970.
- Ansätze ökonomischen Denkens von der Antike bis zur Reformationszeit. Wissenschaftliche Buchgesellschaft, Darmstadt 1977, ISBN 3-534-05510-1.
- Die Kolonien und das Deutsche Reich. Steiner, Stuttgart 1984, ISBN 3-515-04201-6.
- mit Gottfried Eisermann, Peter D. Groenewegen, Jürgen Backhaus: Roscher und die Entstehungsgeschichte der deutschen Nationalökonomie vom 15. bis zum 18. Jahrhundert. Beigefügt zu: Gottfried Eisermann: Die Grundlagen von Wilhelm Roschers wissenschaftlichem Werk. Wirtschaft und Finanzen, Düsseldorf 1992, DNB 930866983.

Herausgeberschaft
- mit Immo Zapp: Preussen. Scripta-Mercaturae, Ostfildern 1984, ISBN 3-922661-12-2.
- mit Immo Zapp: Die Stahlkrise in der Europäischen Gemeinschaft. Scripta-Mercaturae, St. Katharinen 1985, ISBN 3-922661-21-1.
- mit Klaus Schwabe (Hrsg.): Deutschland und Westeuropa. Band 2 von Deutschland und der Westen im 19. und 20. Jahrhundert. Steiner, Stuttgart 1994, ISBN 3-515-06640-3.
- Christliche Unternehmer. Boldt, Boppard am Rhein 1994, ISBN 3-7646-1936-8.
- Unternehmer und technischer Fortschritt. Boldt im Oldenbourg-Verlag, München 1996, ISBN 3-486-56268-1.